# リフティングボディ

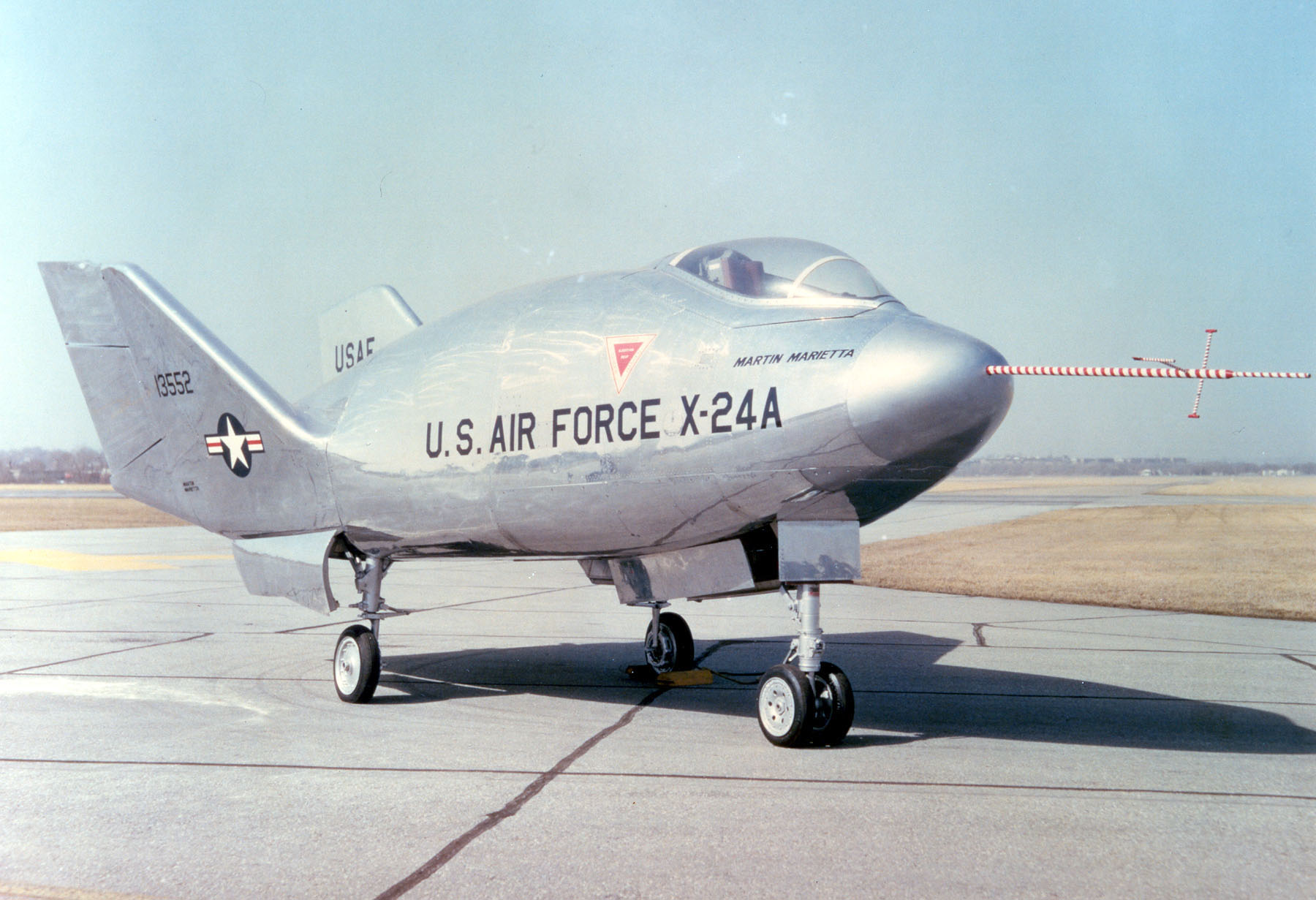
代表的なアメリカのリフティングボディ機であるX-24A。

リフティングボディ（英: Lifting body）は、機体を支える揚力を生み出すように空気力学的に工夫された形状を有する胴体のことである。遷音速から超音速域での飛行時に特に大きな抗力発生源となる通常の固定翼機型の翼を廃し、その分必要になる浮揚力を胴体から賄うために利用されることが多く、1960年代に開発されたアメリカの実験機M2シリーズやX-24などが本形態を採用した代表的機体である。

## 概要
リフティングボディとは機体全体で揚力を得られるような形状にした機体である。機体の一部が盛り上がった形状を取る。一般に高速で軽量なものほど流線型に近くなり、低速で重量があるものほどずんぐりした形状になりやすい。

## 原理
固定翼機では胴体に取り付けられた翼（主翼）によって大部分の浮揚力を生み出しているが、この翼は揚力発生機構であると同時に最大の抗力発生源でもある。特に有翼型宇宙往還機（スペースシャトル等）において、帰還時の滑空には大きな揚力を生む広い翼が必要であるものの、打ち上げの加速時には翼は非常に邪魔な存在となる。なぜなら大気圏中における高速飛行時には空気抵抗と断熱圧縮によって尖った形状の部位に局所的な応力および熱が集中するからであり、胴体から飛び出した翼には特に大きな負荷がかかり、それが機体の致命的な損傷を招く可能性もある。そのような事情により、翼をより小さく、出来ればなくしたいというモチベーションが生まれ、リフティングボディの研究の素地となってきた。
一般的に流体中に置かれた物体にはそれがどのような形状であってもある程度の揚力が発生するが、流体力学的に何ら工夫されていない形状では揚力に比して抗力が大きく、その物体を浮揚させるだけの揚力を得ることは困難である。そこでリフティングボディでは胴体を滑らかに、なるべく丸く整形することで抗力を可能な限り減少させ、かつ積極的に揚力を生み出すような形状（一種の翼型）にまとめている。このような工夫によって極力翼を小さくし、揚力と抗力の妥協を図っている。
ただしリフティングボディは、一定の速度（低速時）においては揚力発生効果は小さく、抗力のほうが大きい。これは「抗力の一部である誘導抗力は翼幅荷重の二乗に比例する」ためである。つまり幅の小さい形状の物体は誘導抗力が大きく、ひいては揚力に比べて抗力が大きくなる。固定翼機の主翼が横幅が広い形状であるのは、このためである。しかしながら抗力に占める誘導抗力の割合は、高速になればなるほど減少する。超音速領域においては、そのほかの原因で生じる抗力が非常に大きく、誘導抗力は無視してよい。一方で揚力は速度の2乗に比例するため、高速になればなるほど揚力発生に特化した形状でなくても、大きな揚力を発生できる事になる。よって超音速や極超音速といった特殊環境下では、リフティングボディは発生抗力の小ささ故にむしろ通常の翼の性能を上回り、機体を支えるのに十分な揚力を供給することができる（ウェーブライダー）。
以上のようなコンセプトにより、特に胴体だけの機体を指すこともあるが、それなりに大きな翼を持っていても、揚力を目的とした大型の胴体を持つ機はリフティングボディ機に含めることもある。なお、機体全体が翼（薄翼）となっている全翼機とはその形態や応用目的の違いから区別されることが多い。また近年提唱されているブレンデッドウィングボディ（Blended Wing Body、略称BWB）と一見共通する部分もあるが、両概念の提唱や実証を行っているNASAやアメリカ空軍ではそれらを別個のものとして扱っている。

## 主な歴史

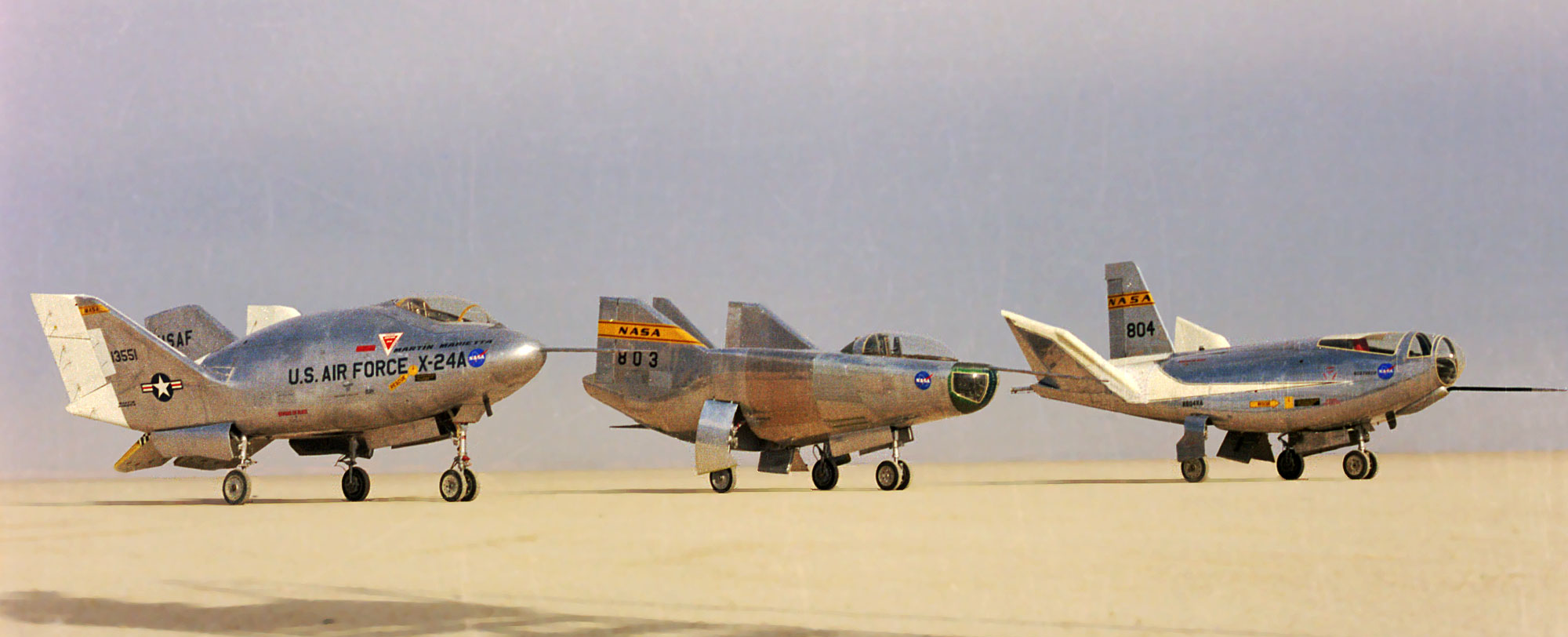
左からX-24A、M2-F3、HL-10。

X-24から引き継いだリフティングボディを採用したX-38の三面図。

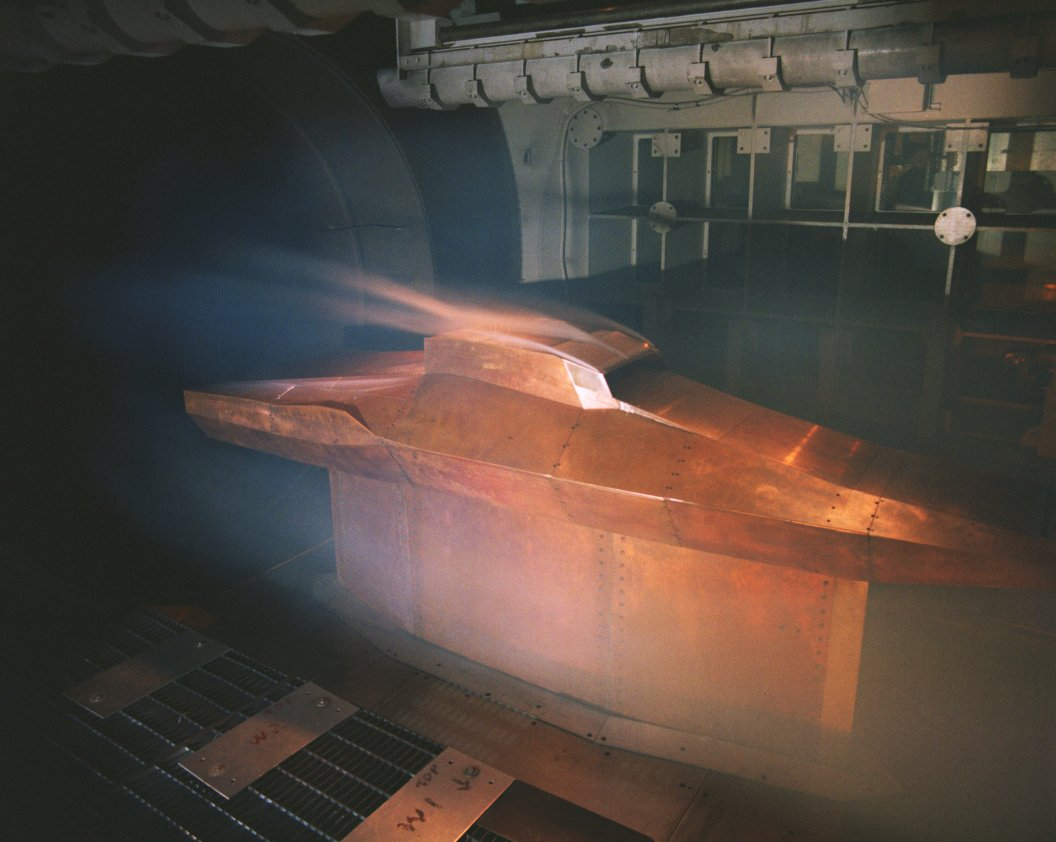
風洞実験中のX-43の模型。

最初期に現れたリフティングボディ機はアメリカの航空機設計家ビンセント・ブルネリが1921年に開発したRB-1である。RB-1は胴体幅が広く、その機軸にそった縦断面が分厚い翼型をしている特異な外観の複葉機であり、胴体で発生する揚力が機体の浮揚に貢献する設計となっていた。以後もブルネリは同様の航空機を設計したが、その多くは必要となる浮揚力の半分程度を胴体で発生させるというものであった。ただしブルネリの設計は後述するNASAの実験機のように高速性を狙ったものではなく、浮揚力の増大による効率の改善と搭載量の増加を意図したものであり、それは現代のBWBに通じるものであった。
リフティングボディがその狭義の概念と代表的な形態を確立するのは1950年代に本格的な宇宙開発が開始された後のことである。当時の宇宙船は大気圏への再突入時に滑空性と操舵性が考慮されていないカプセル型のものであったが、1950年代半ばにNACA（NASAの前身）のエームズ研究所が通常の飛行機と同様の着陸によって基地へ帰還できるような宇宙船の発案を行い、リフティングボディの概念が形成されることとなった。
エームズ研究所の案を初めて実行に移したのはドライデン飛行研究所のデール・リード（Dale Reed）率いるチームであり、1962年から機体の試作を行った。そうして翌1963年、外皮に合板を使ったグライダーであるM2-F1が完成し、自動車や輸送機に曳航されて空力特性のテストが行われた。さらに同年、M2-F1で得られたデータを基に大出力ロケットエンジンXLR-11を搭載した全金属製の後継機M2-F2の製作が開始され、1966年にノースロップの手によって完成し、B-52に懸架されて空中分離・滑空試験が行われた。このM2-F2は1967年に着陸事故を起こしてひどく損傷したものの、事故の教訓から機体後部中央に垂直安定板を新設したM2-F3として生まれ変わり、より安定性の高い機体となったことが確かめられた。
また同時期にNASAのラングレー研究所が設計し、ノースロップが製造したHL-10（en:Northrop HL-10）は1970年に有人リフティングボディ機の最高速度（高度約27,000mでマッハ1.86）を記録した。一方、1960年代末から1970年代初頭にNASAとアメリカ空軍の共同でM2シリーズを元に開発された大気圏再突入研究用の実験機X-23（高速試験用の無人機）およびX-24（低速試験用の有人機）はスペースシャトル開発やその後のXプレーンに繋がる有用なデータを残した。
さらに比較的最近では1997年にスケールド・コンポジッツにより製作された宇宙ステーションからの乗員帰還機（Crew Return Vehicle、略称CRV）のテストモデルであるX-38もX-24と同様のリフティングボディを採用し、パラシュートとパラフォイル（パラグライダーと同様）を使った安全な滑空と着陸の試験のために使用されていた。実はこれに先立つ1990年頃にも同様のコンセプトの基にHL-20 (HL-20 Personnel Launch System) というリフティングボディ機が計画され、フルスケールの機体モデルを用いた乗員の乗降テストや居住性に関する調査が行われている。また単段式宇宙往還機 (SSTO) の要素技術の一つであるスクラムジェットエンジンを備えた無人高速実験機X-43もリフティングボディ形態であり、2001年から試験を行い2004年にはマッハ9.8を記録した。
また、NASAが民間企業に対して出資しているISSへの乗員輸送機開発計画である商業乗員輸送開発 (CCDev) においては、シエラ・ネヴァダ・コーポレーションが2013年に試験機を完成させたドリームチェイサーや、オービタル・サイエンシズが2010年に提案したプロメテウスなどの、HL-20を基礎としたリフティングボディの宇宙往還機が提案された。
この他、アメリカ以外の国の宇宙往還機の設計案にもリフティングボディが取り入れられることが多く、例として、計画中止となったロシアのクリーペルや2007年現在開発が進行中の欧州宇宙機関のホッパーがある。また1990年代初頭にアメリカの航空技術者バーナビー・ウェインファン（Barnaby Wainfan）により開発されたホームビルト飛行機のファセットモービルや、2007年現在ドイツで開発中の水素燃料を用いた複座ジェット機スマートフィッシュなどがリフティングボディ機として言及されている。

### 開発例

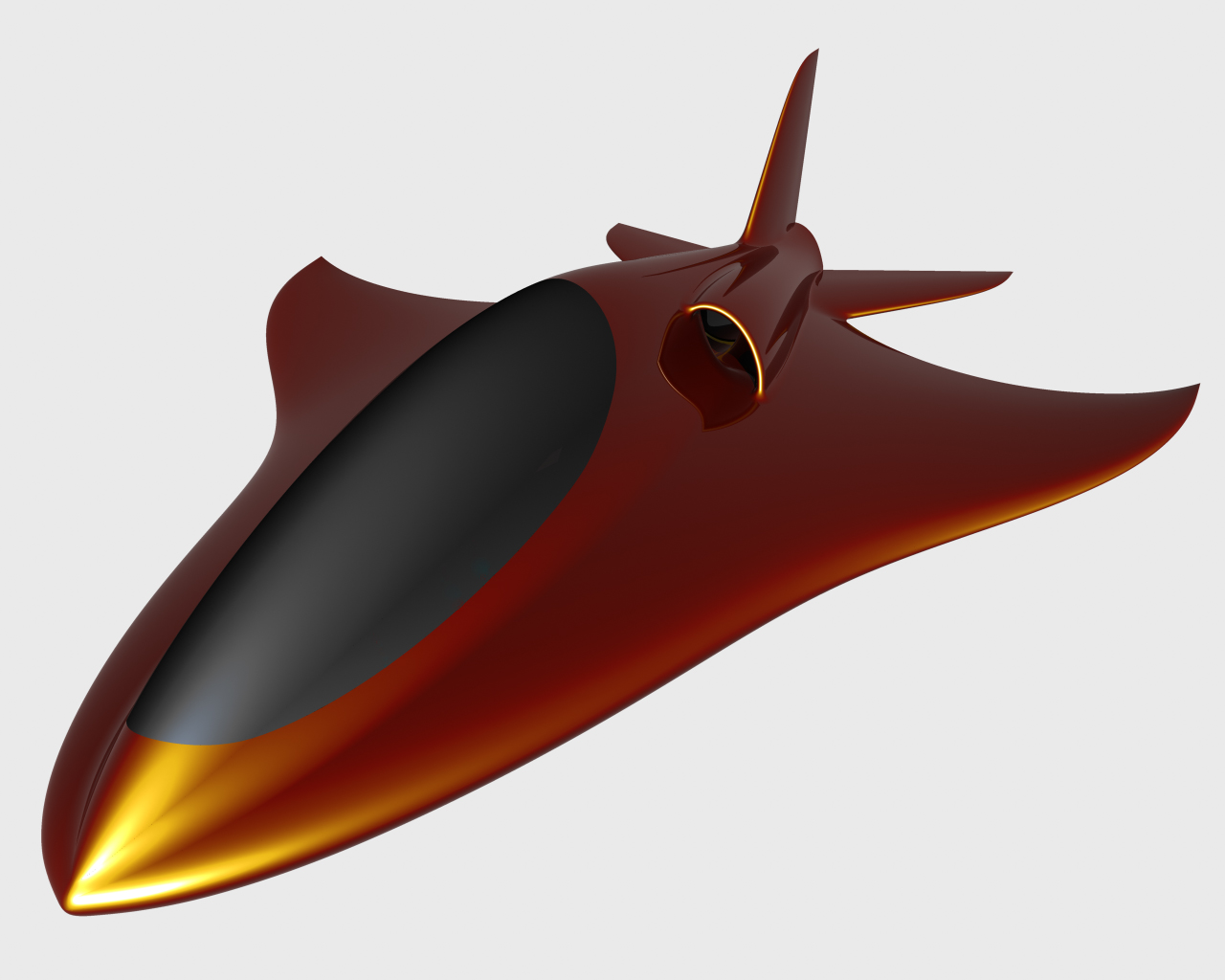
ドイツで開発中の航空機スマートフィッシュの構想図。

- HL-10 - M2シリーズと同時期にノースロップが製造しNASAのラングレー研究所により実験された機体。
- HL-20 - PLS（Personnel Launch System）のコンセプトの基に計画された地上・宇宙ステーション間の人員輸送機で、経済性と安全性の両立を主眼に実現可能性の検討が行われたが、1991年以降目立った動きはない。
- M2-F1、M2-F2、M2-F3 - NASAにおけるリフティングボディ機の端緒となった機体シリーズ。
- X-23 プライム - 大気圏再突入時の高速状態における機体の熱負荷や飛行特性を調べるために開発された無人実験機。アブレータに関する有用なデータを残した。
- X-24 - X-23に対して低速時の飛行特性や着陸性能を調べるために開発された有人実験機。外形の異なるA型とB型がある。
- X-30 NASP - 大気圏外の軌道を飛行するスペースプレーンのテストベッドであったが、実機の完成を見る前に開発は終了した。
- X-33 / ヴェンチャースター - スペースシャトルの後継となる単段式宇宙往還機の技術実証機だが、技術的課題によるトラブルと資金不足により機体完成には至らなかった。
- X-38 スペースタクシー - 国際宇宙ステーションからのより大人数（7名）の帰還を実現するために製作された連絡用の機体のテストモデル。
- X-43 ハイパーX - 単段式宇宙往還機の要素技術であるスクラムジェット推進の高速無人試験機。
- ドリームチェイサー - 現在試験中の国際宇宙ステーション往還用の民間宇宙船。
- プロメテウス - 計画されていた国際宇宙ステーション往還用の民間宇宙船。
- スマートフィッシュ - ドイツで開発中のマグロをモチーフにした水素燃料式の小型飛行機。
- ファセットモービル - ステルス攻撃機F-117に似た外観を持つホームビルト飛行機。
- ホッパー - ヨーロッパで開発中の宇宙往還機。
- クリーペル - ロシアで開発中止となった宇宙往還機。
- MAKS - ロシアで計画中の宇宙往還機。
- LIFLEX - 日本で開発中の再使用型宇宙往還機。リフティングボディ飛行実験計画LIFLEX (LIfting‐body FLight EXperiment)。断念されたHOPE-X研究成果も再活用される見通し。2007年（平成19年）8月、北海道大樹町多目的航空公園にて飛行実験が行われた。

## 利点と欠点
リフティングボディには既述のように翼による抗力を減少させる効果が第一にあるが、応力や熱に弱い薄翼をなくすことで機体の剛性を高めることができるという利点もある。
一方、通常の固定翼機に比べて機体の安定性は悪く、特に低速域では気流が剥離することによる失速が起こりやすくなっている。この安定性の不足のためにM2-F2は着陸事故を起こし、それを受けてM2-F3では横方向の安定性を高めるために機体中央後部に垂直安定板が追加された。
またHL-10やX-24も機体中央後部に安定板を有し、さらに機体左右後部の垂直安定板を機体の外側に向けて傾けることで安定性の改善を図っていた。

## 全翼機との違い

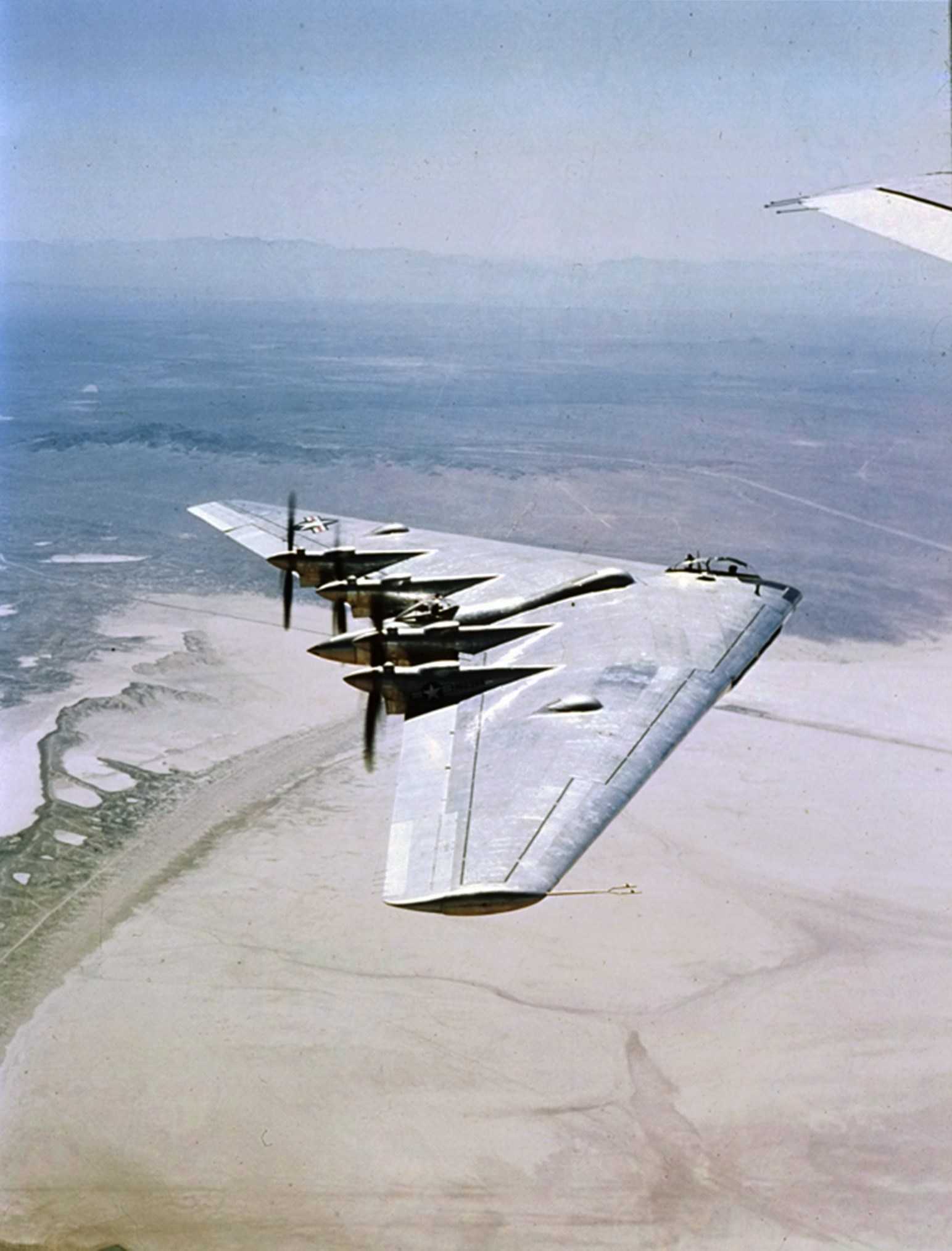
代表的な全翼機YB-35。広い翼自体が胴体を兼ねている。

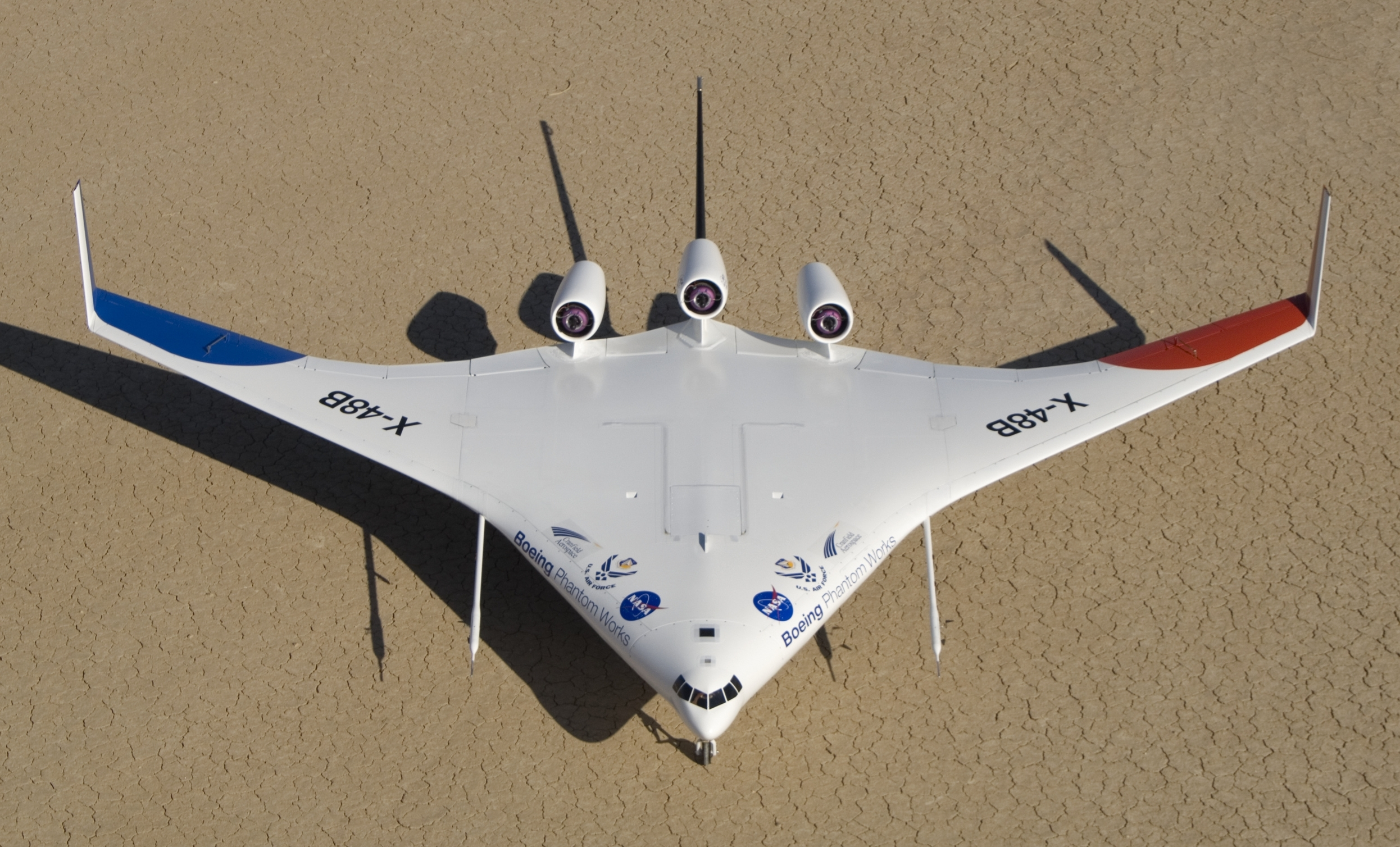
BWBの概念実証機X-48B(:en:Boeing X-48)。翼と胴体の内部構造的な違いはあるが、外見的には両者が連続しており境界の区別がつかない。BWBの概念は古くからあり、第2次世界大戦中のXP-67など数多くの採用例があるが、本機は特にBWBとしての特徴が顕著な機体である

全翼機は機体全体を翼とすることで円筒形の胴体や尾翼による抗力およびその重量をなくして高効率を目指した形態である。一方のリフティングボディ機は胴体で積極的に揚力を生み出し通常翼を廃した分の抗力低減により高速性を重視した機体である。胴体と翼の区別を無くした機体という意味では両者は共通しており、「機体が翼だけ」「機体が胴体だけ」という、翼と胴体の言葉の違いだけ、とも見える。
しかしながらリフティングボディと全翼機は、翼と胴体という単なる言葉に留まらない違いがある。それは前述の横幅荷重と揚抗比の関係を考察すれば理解できる。つまり全翼機は「横幅が広い形状であれば揚抗比が大きくなる亜音速領域に最適化し、機体全体を横幅の広い形状にした航空機」である。一方のリフティングボディは「横幅の広さが揚抗比とは関係しない超音速領域以上に最適化し、横幅を切り詰めた（そのため翼を廃した）航空機」という事になる。よって、主に全翼機は大気圏中で一般的に適用される速度域（音速以下）を想定しており、その効率（燃費）の良さやステルス性を活かした大型機（爆撃機）としてアメリカを中心に研究開発が行われてきた経緯がある。一方、狭義のリフティングボディは主に音速以上で飛行する航空機の機体にかかる負荷を減らし、十分な滑空性を持たせるために利用されてきた。
しかし、両者とも機体面の広い領域で有効な浮揚力を発生しているという点では共通している。そして全翼機とリフティングボディの中間とも言える存在として、ブレンデッドウィングボディという概念が存在する。ブレンデッドウィングボディとは翼と胴体の境界を無くし、一体的に成形する事である。この事によって仰角を大きく取った際に胴体も翼と同様の効果を示す。これにより実質上翼面積を増やすのと同等の効果を得た、全翼機に近い存在である。逆に言えば、胴体が翼の働きをする分、翼面積を節約した、リフティングボディに近い存在である。